# 乌耶
乌耶（法語：Houyet，法語發音：[ujɛ]）是比利时瓦隆大区那慕爾省迪南区的一个市镇，西南角与法国接壤，通行法语，是比利时法语社群的一部分，面积122.31平方千米，人口4,876人（2018年1月1日）。